# Tim Forsyth
Tim Forsyth, född den 17 augusti 1973 i Mirboo North, Victoria, är en australisk före detta friidrottare som tävlade i höjdhopp. 
Forsyths genombrott kom när han som 18-åring blev bronsmedaljör vid Olympiska sommarspelen 1992 med ett hopp på 2,34. Senare samma år blev han silvermedaljör vid VM för juniorer efter ett hopp på 2,31.
Han deltog vid VM 1993 i Stuttgart men slutade nia. Vid Samväldesspelen 1994 blev han mästare och vid VM 1995 slutade han åtta efter att ha klarat bara 2,25.
Han deltog vid Olympiska sommarspelen 1996 men slutade då på en sjunde plats med ett hopp på 2,32. Vid VM 1997 blev han åter bronsmedaljör, denna gång efter att ha klarat 2,35.
Vid både VM 1999 och Olympiska sommarspelen 2000 blev han utslagen i kvalet och tog sig inte vidare till finalen.

## Personligt rekord
- Höjdhopp - 2,36